# Az AFC Ajax 2016–2017-es szezonja
A 2016-2017-es szezon az AFC Ajax 61. szezonja volt az Eredivisie-ben, a holland labdarúgás legmagasabb osztályában. Az amszterdami csapat még mindig az elejétől kezdve jelen van az első osztályban. Ahogy az elmúlt szezonban, úgy most is a csapat – tétmérkőzéseit magába foglaló – szezonja július végén kezdődött a Bajnokok Ligája selejtezőjével és május elején ért véget. De most nem a bajnokság utolsó fordulójával, hanem az Európa Liga döntőjével. 21 év után ismét bejutottak egy európai kupasorozat döntőjébe ahol viszont vereséget szenvedtek. Ahogy eddig is, most is voltak barátságos mérkőzések a szezon kezdete előtt és télen.
A szokásokat megtartva a szezon előtti nyáron is voltak eligazoló és érkező játékosok. Ez történt az edzői poszton is. Az előző szezon befejezését követően azonnal lemondott 5 és fél év edzőség után Frank de Boer és helyét a szintén volt holland válogatott Peter Bosz vette át. A holland kupában csupán a nyolcaddöntőig jutottak el idén, ahol egy másodosztályú csapattól kaptak ki. Idén sem vettek részt a Bajnokok Ligája főtábláján, mivel már a selejtezőben kiestek ahogy tavaly is.
A mérkőzéseknél látható színek a következőket jelölik:
- Piros szín: győzelem
- Sárga szín: döntetlen
- Zöld szín: vereség

## Csapat

### Csapatmezek
Gyártó: Adidas /
Mezszponzor: Ziggo
| Hazai | Vendég 1 | Vendég 2 |

### Játékoskeret
Íme az Ajax idei játékoskerete. Ezen a listán a csapat azon játékosai szerepelnek akik legalább 1 tétmérkőzésen pályára lépnek. Akik csupán a barátságos mérkőzéseken jutnak szerephez, ők nem szerepelnek a listán. Ilyenek leginkább azok akik már a szezon első tétmérkőzése előtt eligazoltak, vagy azok a fiatalok akik a szezon közben még a fiatalcsapatokban játszottak.
A játékosok nevei után a szezonban lejátszott tétmérkőzések és a szerzett gólok számai szerepelnek.
| Mez           | Ország            | Név                          | Pozíció   | Bajnokság | Bajnokság | Kupa     | Kupa    | Szuperkupa | Szuperkupa | Európa   | Európa  | Összesen | Összesen | Szerződés vége          | Szezon  |         |         |         |         |
| Mez           | Ország            | Név                          | Pozíció   | Mérkőzés  | Gólok     | Mérkőzés | Gólok   | Mérkőzés   | Gólok      | Mérkőzés | Gólok   | Mérkőzés | Gólok    | Szerződés vége          | Szezon  |         |         |         |         |
| KAPUSOK       | KAPUSOK           | KAPUSOK                      | KAPUSOK   | KAPUSOK   | KAPUSOK   | KAPUSOK  | KAPUSOK | KAPUSOK    | KAPUSOK    | KAPUSOK  | KAPUSOK | KAPUSOK  | KAPUSOK  | KAPUSOK                 | KAPUSOK | KAPUSOK | KAPUSOK | KAPUSOK | KAPUSOK |
| ------------- | ----------------- | ---------------------------- | --------- | --------- | --------- | -------- | ------- | ---------- | ---------- | -------- | ------- | -------- | -------- | ----------------------- | ------- | ------- | ------- | ------- | ------- |
| 24            | kamerun           | André Onana                  | K         | 32        | 0         | 0        | 0       | -          | -          | 14       | 0       | 46       | 0        | 2021                    | 1.      |         |         |         |         |
| 33            | holland           | Diederik Boer                | K         | 0         | 0         | 3        | 0       | -          | -          | 1        | 0       | 4        | 0        | 2017                    | 3.      |         |         |         |         |
|               | Hollandia         | Jasper Cillessen             | K         | 2         | 0         | 0        | 0       | -          | -          | 4        | 0       | 6        | 0        | szezon közben eligazolt | 5.      |         |         |         |         |
| VÉDŐK         |                   |                              |           |           |           |          |         |            |            |          |         |          |          |                         |         |         |         |         |         |
| 2             | Hollandia         | Kenny Tete                   | JH        | 5         | 0         | 3        | 0       | -          | -          | 11       | 1       | 19       | 1        | 2018                    | 3.      |         |         |         |         |
| 3             | Hollandia         | Joël Veltman                 | KH        | 31        | 0         | 0        | 0       | -          | -          | 13       | 0       | 44       | 0        | 2018                    | 5.      |         |         |         |         |
| 4             | Hollandia         | Jairo Riedewald              | BH        | 16        | 0         | 1        | 0       | -          | -          | 11       | 1       | 28       | 1        | 2020                    | 4.      |         |         |         |         |
| 5             | kolumbia          | Davinson Sánchez             | KH        | 32        | 6         | 0        | 0       | -          | -          | 13       | 0       | 45       | 6        | 2021                    | 1.      |         |         |         |         |
| 16            | német             | Heiko Westermann             | KH        | 4         | 0         | 1        | 0       | -          | -          | 3        | 0       | 8        | 0        | 2018                    | 1.      |         |         |         |         |
| 26            | Hollandia         | Nick Viergever               | BH / KH   | 29        | 2         | 1        | 0       | -          | -          | 13       | 2       | 43       | 4        | 2018                    | 3.      |         |         |         |         |
| 36            | holland           | Matthijs de Ligt             | KH        | 11        | 2         | 3        | 1       | -          | -          | 9        | 0       | 23       | 3        | 2018                    | 1.      |         |         |         |         |
| 42            | holland           | Deyovaisio Zeefuik           | JH / KH   | 1         | 0         | 0        | 0       | -          | -          | 0        | 0       | 1        | 0        | 2018                    | 1.      |         |         |         |         |
|               | Hollandia         | Mitchell Dijks               | BH        | 12        | 0         | 2        | 0       | -          | -          | 6        | 0       | 19       | 0        | kölcsönbe ment          | 3.      |         |         |         |         |
| KÖZÉPPÁLYÁSOK |                   |                              |           |           |           |          |         |            |            |          |         |          |          |                         |         |         |         |         |         |
| 8             | Hollandia         | Daley Sinkgraven             | BH / TKP  | 24        | 1         | 1        | 0       | -          | -          | 7        | 0       | 32       | 1        | 2020                    | 3.      |         |         |         |         |
| 10            | Hollandia         | Davy Klaassen                | TKP       | 33        | 14        | 0        | 0       | -          | -          | 17       | 6       | 50       | 20       | 2019                    | 6.      |         |         |         |         |
| 20            | dán               | Lasse Schøne                 | VKP / TKP | 27        | 7         | 2        | 1       | -          | -          | 14       | 1       | 43       | 9        | 2019                    | 5.      |         |         |         |         |
| 21            | Hollandia         | Frenkie de Jong              | TKP       | 4         | 1         | 3        | 0       | -          | -          | 4        | 0       | 11       | 1        | 2019                    | 1.      |         |         |         |         |
| 22            | holland · marokkó | Hakím Zíjes                  | TKP       | 28        | 7         | 1        | 1       | -          | -          | 13       | 2       | 42       | 10       | 2021                    | 1.      |         |         |         |         |
| 30            | Hollandia         | Donny van de Beek            | TKP       | 19        | 0         | 2        | 0       | -          | -          | 11       | 0       | 32       | 0        | 2020                    | 2.      |         |         |         |         |
| 34            | Hollandia         | Abdelhak Nouri               | TKP       | 9         | 0         | 3        | 1       | -          | -          | 3        | 0       | 15       | 1        | 2020                    | 1.      |         |         |         |         |
| 40            | holland           | Carel Eiting                 | TKP       | 0         | 0         | 1        | 0       | -          | -          | 0        | 0       | 1        | 0        | 2021                    | 1.      |         |         |         |         |
|               | Hollandia         | Riechedly Bazoer             | VKP       | 5         | 0         | 2        | 1       | -          | -          | 3        | 0       | 10       | 1        | szezon közben eligazolt | 3.      |         |         |         |         |
|               | szerb             | Nemanja Gudelj               | TKP       | 6         | 2         | 0        | 0       | -          | -          | 7        | 0       | 13       | 2        | szezon közben eligazolt | 2.      |         |         |         |         |
| TÁMADÓK       |                   |                              |           |           |           |          |         |            |            |          |         |          |          |                         |         |         |         |         |         |
| 7             | brazil            | David Neres                  | SZT       | 8         | 3         | 0        | 0       | -          | -          | 4        | 0       | 12       | 3        | 2021                    | 1.      |         |         |         |         |
| 9             | Burkina Faso      | Bertrand Traoré (kölcsönben) | KCS       | 24        | 9         | 0        | 0       | -          | -          | 15       | 4       | 39       | 13       | 2017                    | 1.      |         |         |         |         |
| 11            | német             | Amin Younes                  | SZT       | 29        | 3         | 1        | 0       | -          | -          | 18       | 4       | 48       | 7        | 2018                    | 2.      |         |         |         |         |
| 17            | cseh              | Václav Černý                 | SZT       | 5         | 0         | 3        | 1       | -          | -          | 2        | 0       | 10       | 1        | 2020                    | 2.      |         |         |         |         |
| 19            | kolumbia          | Mateo Casierra               | KCS       | 17        | 2         | 3        | 2       | -          | -          | 9        | 0       | 29       | 4        | 2021                    | 1.      |         |         |         |         |
| 25            | dán               | Kasper Dolberg               | KCS       | 29        | 16        | 2        | 0       | -          | -          | 17       | 7       | 48       | 23       | 2021                    | 1.      |         |         |         |         |
| 44            | holland           | Pelle Clement                | SZT       | 1         | 0         | 2        | 3       | -          | -          | 1        | 0       | 4        | 3        | 2021                    | 1.      |         |         |         |         |
| 45            | holland           | Justin Kluivert              | SZT       | 14        | 2         | 0        | 0       | -          | -          | 6        | 0       | 20       | 2        | 2019                    | 1.      |         |         |         |         |
|               | Hollandia         | Anwar El Ghazi               | SZT       | 12        | 0         | 2        | 1       | -          | -          | 6        | 1       | 20       | 2        | szezon közben eligazolt | 3.      |         |         |         |         |

MEGJEGYZÉS: A Szuperkupa oszlop ki van húzva minden játékosnál, mert az Ajax nem játszott a 2016-os döntőben.

### Vezetők
| Poszt         | Személy           |
| ------------- | ----------------- |
| Csapat elnöke | Hennie Henrichs   |
| Vezetőedző    | Peter Bosz        |
| Segédedzők    | Dennis Bergkamp   |
| Segédedzők    | Hennie Spijkerman |
| Segédedzők    | Hendrie Krüzen    |
| Kapusedző     | Carlo L'Ami       |

## Érkező és távozó játékosok

### Érkezők
Íme azon új játékosok listája akiket az Ajax még a nyáron vagy már télen szerződtetett le vagy vett kölcsönbe. A leigazoltak között 2 olyan játékos is van akik felkerültek a csapat története során leigazolt legdrágább játékosainak a dobogójára. A brazil David Neres az Ajax eddigi második legdrágábban igazolt játékosa, a marokkói Hakím Zíjes pedig jelenleg a bronzérmes. A holland Tim Krul-t a nyáron vették kölcsön de már januárban visszament eredeti klubjába úgy, hogy 1 mérkőzésen sem lépett pályára.
| LEIGAZOLT JÁTÉKOSOK | LEIGAZOLT JÁTÉKOSOK | LEIGAZOLT JÁTÉKOSOK | LEIGAZOLT JÁTÉKOSOK | LEIGAZOLT JÁTÉKOSOK |
| Játékos neve        | Pozíció             | Dátum               | Előző klub          | Összeg              |
| ------------------- | ------------------- | ------------------- | ------------------- | ------------------- |
| David Neres         | szélső              | 2017. január        | São Paulo FC        | 12 millió €         |
| Hakím Zíjes         | támadó középpályás  | 2016. augusztus     | Twente Enschede     | 11 millió €         |
| Heiko Westermann    | védő                | 2016. július        | Real Betis          | ingyen              |
| Davinson Sánchez    | védő                | 2016. június        | Atlético Nacional   | 5 millió €          |
| Mateo Casierra      | középcsatár         | 2016. június        | Deportivo Cali      | 5,5 millió €        |

| KÖLCSÖNBE ÉRKEZETT JÁTÉKOSOK | KÖLCSÖNBE ÉRKEZETT JÁTÉKOSOK | KÖLCSÖNBE ÉRKEZETT JÁTÉKOSOK | KÖLCSÖNBE ÉRKEZETT JÁTÉKOSOK | KÖLCSÖNBE ÉRKEZETT JÁTÉKOSOK |
| Játékos neve                 | Pozíció                      | Eredeti klub                 | Kölcsönidőszak vége          |                              |
| ---------------------------- | ---------------------------- | ---------------------------- | ---------------------------- | ---------------------------- |
| Bertrand Traoré              | középcsatár                  | Chelsea FC                   | 2017. június 30.             |                              |
| Tim Krul                     | kapus                        | Newcastle United FC          | 2017. január 31.             |                              |

### Távozók
Íme a csapat azon játékosai, akik legnagyobb részben már szerepeltek az elsőcsapatban, de a nyáron vagy télen más csapathoz igazoltak, és a fiatal játékosok, akiket kölcsönadtak más csapatoknak. A kölcsönbe ment játékosok közül mindenki a szezon végéig marad a másik csapatban.
| ELIGAZOLT JÁTÉKOSOK | ELIGAZOLT JÁTÉKOSOK | ELIGAZOLT JÁTÉKOSOK | ELIGAZOLT JÁTÉKOSOK  | ELIGAZOLT JÁTÉKOSOK |
| Játékos neve        | Pozíció             | Dátum               | Következő klub       | Összeg              |
| ------------------- | ------------------- | ------------------- | -------------------- | ------------------- |
| Anwar El Ghazi      | szélső              | 2017. január        | Lille OSC            | 8 millió €          |
| Francesco Antonucci | középpályás         | 2017. január        | AS Monaco            | 2,5 millió €        |
| Nemanja Gudelj      | középpályás         | 2017. január        | Tianjin Teda         | 5 millió €          |
| Riechedly Bazoer    | középpályás         | 2016. december      | VfL Wolfsburg        | 12 millió €         |
| Jasper Cillessen    | kapus               | 2016. augusztus     | FC Barcelona         | 14 millió €         |
| Lerin Duarte        | középpályás         | 2016. augusztus     | Heracles Almelo      | ingyen              |
| Arkadiusz Milik     | csatár              | 2016. augusztus     | Napoli               | 32 millió €         |
| Ricardo van Rhijn   | hátvéd              | 2016. július        | Club Brugge          | 1,8 millió €        |
| Mike van der Hoorn  | hátvéd              | 2016. július        | Swansea City AFC     | 2,5 millió €        |
| Lucas Andersen      | középpályás         | 2016. július        | Grasshoppers         | 1,5 millió €        |
| Viktor Fischer      | szélső              | 2016. május         | Middlesbrough FC     | 5 millió €          |
| Lesley de Sa        | szélső              | 2016. július        | ŠK Slovan Bratislava | ingyen              |
| Nicolai Boilesen    | hátvéd              | 2016. július        | FC København         | ingyen              |
| Aschraf El Mahdioui | középpályás         | 2016. július        | ADO Den Haag         | ingyen              |
| Ruben Ligeon        | hátvéd              | 2016. június        | ŠK Slovan Bratislava | ingyen              |
| Sam Hendriks        | támadó              | 2016. június        | Go Ahead Eagles      | ingyen              |
| Damian van Bruggen  | hátvéd              | 2016. április       | PSV Eindhoven        | ingyen              |

| KÖLCSÖNBE ADOTT JÁTÉKOSOK | KÖLCSÖNBE ADOTT JÁTÉKOSOK | KÖLCSÖNBE ADOTT JÁTÉKOSOK | KÖLCSÖNBE ADOTT JÁTÉKOSOK | KÖLCSÖNBE ADOTT JÁTÉKOSOK |
| Játékos neve              | Pozíció                   | Jelenlegi klub            | Kölcsönidőszak vége       |                           |
| ------------------------- | ------------------------- | ------------------------- | ------------------------- | ------------------------- |
| Mitchell Dijks            | hátvéd                    | Norwich City FC           | 2017. július 1.           |                           |
| Richairo Zivkovic         | középcsatár               | FC Utrecht                | 2017. július 1.           |                           |
| Robert Murić              | szélső                    | Pescara FC                | 2017. július 1.           |                           |
| Zakaria El Azzouzi        | középcsatár               | Sparta Rotterdam          | 2017. július 1.           |                           |
| Queensy Menig             | szélső                    | PEC Zwolle                | 2017. július 1.           |                           |
| Leeroy Owusu              | hátvéd                    | SBV Excelsior             | 2017. július 1.           |                           |

## Felkészülési mérkőzések

### Nyári felkészülés
| 2016. július 9. 16ː00 |

| AFC Ajax                                     | 3 – 4               | FC Liefering                                                                  |
| -------------------------------------------- | ------------------- | ----------------------------------------------------------------------------- |
| Anwar El Ghazi 68' 70' Donny van de Beek 79' | (0 – 2) Jegyzőkönyv | Hee-Chan Hwang 15' Dimitri Oberlin 23' Lorenz Grabovac 74' Mergim Berisha 90' |

| Lindenstadion, Hippach Játékvezető: Christoph Hofer (Ausztria) |

| 2016. július 12. 19ː00 |

| AFC                               | 2 – 2               | AFC Ajax                          |
| --------------------------------- | ------------------- | --------------------------------- |
| Koen Bosma 31' Matthijs Jesse 57' | (1 – 0) Jegyzőkönyv | Lasse Schøne 55' Robert Murić 79' |

| Sportpark Goed Genoeg, Amszterdam |

| 2016. július 16. 15ː00 |

| AFC Ajax | 0 – 2               | KAA Gent                                         |
| -------- | ------------------- | ------------------------------------------------ |
|          | (0 – 1) Jegyzőkönyv | Kalifa Coulibaly 13' Jairo Riedewald 46' (öngól) |

| De Toekomst, Amszterdam Nézőszám: zárt kapus mérkőzés |

| 2016. július 16. 18ː00 |

| AFC Ajax           | 1 – 2               | Krylja Sovetov                     |
| ------------------ | ------------------- | ---------------------------------- |
| Mateo Casierra 10' | (1 – 1) Jegyzőkönyv | Milan Rodić 6' Sergei Tkachyov 69' |

| De Toekomst, Amszterdam Nézőszám: zárt kapus mérkőzés |

| 2016. július 20. 15ː00 |

| AS Béziers | 0 – 2               | AFC Ajax                                   |
| ---------- | ------------------- | ------------------------------------------ |
|            | (0 – 0) Jegyzőkönyv | Daley Sinkgraven 60' Richairo Zivkovic 68' |

| Stade de la Méditerranée, Béziers |

| 2016. július 20. 20ː00 |

| Olympique Marseille                              | 2 – 2               | AFC Ajax                             |
| ------------------------------------------------ | ------------------- | ------------------------------------ |
| Bouna Sarr 60' (11-esből) Roman Alessandrini 62' | (0 – 1) Jegyzőkönyv | Mateo Casierra 7' Kasper Dolberg 86' |

| Stade de la Méditerranée, Béziers |

### Téli felkészülés
| 2017. január 7. 13ː30 |

| AFC Ajax           | 1 – 3               | SBV Excelsior                                               |
| ------------------ | ------------------- | ----------------------------------------------------------- |
| Mitchell Dijks 70' | (0 – 1) Jegyzőkönyv | Nigel Hasselbaink 11' Anouar Hadouir 78' Jürgen Matheir 82' |

| Estádio da Nora, Ferreiras |

| 2017. január 7. 16ː30 |

| AFC Ajax                                                      | 5 – 1               | RB Leipzig      |
| ------------------------------------------------------------- | ------------------- | --------------- |
| Amin Younes 22' 39' 46' Kasper Dolberg 37' Anwar El Ghazi 80' | (3 – 0) Jegyzőkönyv | Davie Selke 64' |

| Estádio da Nora, Ferreiras |

## Tétmérkőzések
Íme az Ajax idei tétmérkőzéseinek a listája

### Eredivisie
| 1. forduló 2016. augusztus 7. 14ː30 |

| Sparta Rotterdam                                            | 1 – 3               | AFC Ajax |
| ----------------------------------------------------------- | ------------------- | --- |
| Ryan Sanusi 8' 86' Florian Pinteaux 50' Denzel Dumfries 76' | (1 – 1) Jegyzőkönyv | Davy Klaassen 5' 90' Daley Sinkgraven 54' Mateo Cassierra 65' Mitchell Dijks 11' Joël Veltman 85′ Heiko Westermann 90' |

| Het Kasteel, Rotterdam Nézőszám: 11.000 Játékvezető: Kevin Blom (holland) |

| 2. forduló 2016. augusztus 13. 19ː45 |

| AFC Ajax                                                    | 2 – 2               | Roda Kerkrade                                                            |
| ----------------------------------------------------------- | ------------------- | ------------------------------------------------------------------------ |
| Kasper Dolberg 8' 44' Jairo Riedewald 90' Davy Klaassen 90' | (2 – 1) Jegyzőkönyv | Adil Auassar 17' Tom Van Hyfte 91' Marcos Gullón 26' Frederic Ananou 94′ |

| Amsterdam ArenA, Amszterdam Nézőszám: 48.343 Játékvezető: Bas Nijhuis (holland) |

| 3. forduló 2016. augusztus 20. 19ː45 |

| AFC Ajax         | 1 – 2               | Willem Tilburg                                                                                   |
| ---------------- | ------------------- | ------------------------------------------------------------------------------------------------ |
| Davy Klaassen 1' | (1 – 2) Jegyzőkönyv | Erik Falkenburg 28' Fran Sol 31' Jordens Peters 40' Darryl Lachman 62' Branco van den Boomen 66' |

| Amsterdam ArenA, Amszterdam Nézőszám: 45.405 Játékvezető: Dennis Higler (holland) |

| 4. forduló 2016. augusztus 28. 14ː30 |

| Go Ahead Eagles                                       | 0 – 3               | AFC Ajax |
| ----------------------------------------------------- | ------------------- | --- |
| Marcel Ritzmaier 37' Darren Maatsen 43' Leon de Kogel | (0 – 2) Jegyzőkönyv | Davy Klaassen 24' 35' (11-esből) Nemanja Gudelj 62' Davinson Sánchez 20' Kasper Dolberg 25' Joël Veltman 44' André Onana 45' Bertrand Traoré 59' |

| De Adelaarshorst, Deventer Nézőszám: 9.756 Játékvezető: Pol van Boekel (holland) |

| 5. forduló 2016. szeptember 11. 20ː45 |

| AFC Ajax               | 1 – 0               | Vitesse Arnhem       |
| ---------------------- | ------------------- | -------------------- |
| Nick Viergever 55' 27' | (0 – 0) Jegyzőkönyv | Arnold Kruiswijk 67′ |

| Amsterdam ArenA, Amszterdam Nézőszám: 46.000 Játékvezető: Richard Liesveld (holland) |

| 6. forduló 2016. szeptember 18. 16ː45 |

| Heracles Almelo      | 0 – 2               | AFC Ajax                             |
| -------------------- | ------------------- | ------------------------------------ |
| Peter van Ooijen 79' | (0 – 0) Jegyzőkönyv | Davy Klaassen 66' Nemanja Gudelj 76' |

| Polman Stadion, Almelo Nézőszám: 12.032 Játékvezető: Serdar Gözübüyük (holland) |

| 7. forduló 2016. szeptember 24. 19ː45 |

| AFC Ajax                                                           | 5 – 1               | PEC Zwolle                                                          |
| ------------------------------------------------------------------ | ------------------- | ------------------------------------------------------------------- |
| Davinson Sánchez 8' 38' Kasper Dolberg 55' 64' Bertrand Traoré 59' | (2 – 1) Jegyzőkönyv | Wout Brama 4' Danny Holla 15' Bram van Polen 17' Calvin Verdonk 83' |

| Amsterdam ArenA, Amszterdam Nézőszám: 48.088 Játékvezető: Jochem Kamphuis (holland) |

| 8. forduló 2016. október 2. 12ː30 |

| AFC Ajax                                                                                | 3 – 2               | FC Utrecht |
| --------------------------------------------------------------------------------------- | ------------------- | --- |
| Ramon Leeuwin 47' (öngól) Lasse Schöne 79' (11-esből) Hakím Zíjes 87' Davy Klaassen 34' | (0 – 1) Jegyzőkönyv | Kevin Conboy 27' 40' Mark van der Maarel 90' Willem Janssen 37' Yassin Ayoub 51' Szofjan Amrabat 69' Nacer Barazite 71' Sébastien Haller 75' Rico Strieder 78' |

| Amsterdam ArenA, Amszterdam Nézőszám: 47.243 Játékvezető: Bas Nijhuis (holland) |

| 9. forduló 2016. október 16. 16ː45 |

| ADO Den Haag     | 0 – 2               | AFC Ajax                              |
| ---------------- | ------------------- | ------------------------------------- |
| Kevin Jansen 33' | (0 – 1) Jegyzőkönyv | Davy Klaassen 20' Bertrand Traoré 52' |

| Kyocera Stadion, Hága Nézőszám: 13.764 Játékvezető: Kevin Blom (holland) |

| 10. forduló 2016. október 23. 14ː30 |

| Feyenoord                                                       | 1 – 1               | AFC Ajax                                                                  |
| --------------------------------------------------------------- | ------------------- | ------------------------------------------------------------------------- |
| Dirk Kuijt 85' Karim El Ahmadi 66' Jan-Arie van der Heijden 78' | (0 – 0) Jegyzőkönyv | Kasper Dolberg 55' Bertrand Traoré 56' Joël Veltman 61' Davy Klaassen 63' |

| De Kuip, Rotterdam Nézőszám: 47.500 Játékvezető: Björn Kuipers (holland) |

| 11. forduló 2016. október 29. 20ː45 |

| AFC Ajax                         | 1 – 0               | SBV Excelsior     |
| -------------------------------- | ------------------- | ----------------- |
| Hakím Zíjes 48' Lasse Schöne 79' | (0 – 0) Jegyzőkönyv | Henrico Drost 90' |

| Amsterdam ArenA, Amszterdam Nézőszám: 47.460 Játékvezető: Danny Makkelie (holland) |

| 12. forduló 2016. november 6. 14ː30 |

| AZ Alkmaar                                                                         | 2 – 2               | AFC Ajax                                                                    |
| ---------------------------------------------------------------------------------- | ------------------- | --------------------------------------------------------------------------- |
| Wout Weghorst 13' 79' Mattias Johansson 29' Ben Rienstra 36' Derrick Luckassen 40' | (1 – 0) Jegyzőkönyv | Bertrand Traoré 47' Davy Klaassen 62' Joël Veltman 45' Davinson Sánchez 45' |

| AFAS Stadion, Alkmaar Nézőszám: 16.647 Játékvezető: Pol van Boekel (holland) |

| 13. forduló 2016. november 19. 20ː45 |

| AFC Ajax                                                        | 5 – 0               | NEC Nijmegen                                                 |
| --------------------------------------------------------------- | ------------------- | ------------------------------------------------------------ |
| Kasper Dolberg 19' 24' 37' Bertrand Traoré 55' Lasse Schöne 57' | (3 – 0) Jegyzőkönyv | Julian von Haacke 37' Wojciech Golla 39' Mikael Dyrestam 52' |

| Amsterdam ArenA, Amszterdam Nézőszám: 49.521 Játékvezető: Bas Nijhuis (holland) |

| 14. forduló 2016. november 27. 14ː30 |

| SC Heerenveen                      | 0 – 1               | AFC Ajax                                                   |
| ---------------------------------- | ------------------- | ---------------------------------------------------------- |
| Sam Larsson 84' Joost van Aken 87' | (0 – 0) Jegyzőkönyv | Davy Klaassen 71' 83' Daley Sinkgraven 22' Amin Younes 80' |

| Abe Lenstra Stadion, Heerenveen Nézőszám: 25.800 Játékvezető: Danny Makkelie (holland) |

| 15. forduló 2016. december 4. 16ː45 |

| AFC Ajax                                                                        | 2 – 0               | FC Groningen                                             |
| ------------------------------------------------------------------------------- | ------------------- | -------------------------------------------------------- |
| Davinson Sánchez 9' Hakím Zíjes 72' (11-esből) Daley Sinkgraven 51' Hakím Zíjes | (1 – 0) Jegyzőkönyv | Juninho Bacuna 30' Albert Rusnák 72' Etiënne Reijnen 80' |

| Amsterdam ArenA, Amszterdam Nézőszám: 50.667 Játékvezető: Serdar Gözübüyük (holland) |

| 16. forduló 2016. december 11. 16ː45 |

| Twente Enschede                                                                         | 1 – 0               | AFC Ajax                                               |
| --------------------------------------------------------------------------------------- | ------------------- | ------------------------------------------------------ |
| Mateusz Klich 92' (11-esből) 82' Hidde ter Avest 20' Stefan Thesker 66' Chinedu Ede 89' | (0 – 0) Jegyzőkönyv | Mitchell Dijks 86' Nick Viergever 91′ Lasse Schöne 94' |

| De Grolsch Veste, Enschede Nézőszám: 27.800 Játékvezető: Dennis Higler (holland) |

| 17. forduló 2016. december 18. 16ː45 |

| AFC Ajax                                          | 1 – 1               | PSV Eindhoven                      |
| ------------------------------------------------- | ------------------- | ---------------------------------- |
| Davy Klaassen 48' Hakím Zíjes 73' Amin Younes 86' | (0 – 0) Jegyzőkönyv | Siem de Jong 81' Jetro Willems 30' |

| Amsterdam ArenA, Amszterdam Nézőszám: 51.998 Játékvezető: Pol van Boekel (holland) |

| 18. forduló 2017. január 15. 14ː30 |

| PEC Zwolle                                                                          | 1 – 3               | AFC Ajax                                                             |
| ----------------------------------------------------------------------------------- | ------------------- | -------------------------------------------------------------------- |
| Nicolai Brock-Madsen 72' Josef Kvída 31' Kingsley Ehizibue 45' Philippe Sandler 53' | (0 – 0) Jegyzőkönyv | Lasse Schöne 54' (11-esből) Hakím Zíjes 55' 80' Daley Sinkgraven 66' |

| MAC³PARK Stadion, Zwolle Nézőszám: 13.000 Játékvezető: Dennis Higler (holland) |

| 19. forduló 2017. január 22. 12ː30 |

| FC Utrecht         | 0 – 1               | AFC Ajax                                                              |
| ------------------ | ------------------- | --------------------------------------------------------------------- |
| Willem Janssen 73' | (0 – 0) Jegyzőkönyv | Lasse Schöne 83' 79' Hakím Zíjes 79' Justin Kluivert 49' Lasse Schöne |

| Nieuw Galgenwaard, Utrecht Nézőszám: 21.009 Játékvezető: Björn Kuipers (holland) |

| 20. forduló 2017. január 29. 14ː30 |

| AFC Ajax                                            | 3 – 0               | ADO Den Haag                            |
| --------------------------------------------------- | ------------------- | --------------------------------------- |
| Hakím Zíjes 11' Lasse Schöne 34' Kasper Dolberg 76' | (2 – 0) Jegyzőkönyv | Tom Beugelsdijk 64' Ernestas Šetkus 83' |

| Amsterdam ArenA, Amszterdam Nézőszám: 49.552 Játékvezető: Bas Nijhuis (holland) |

| 21. forduló 2017. február 5. 12ː30 |

| Roda Kerkrade | 0 – 2               | AFC Ajax                              |
| ------------- | ------------------- | ------------------------------------- |
|               | (0 – 0) Jegyzőkönyv | Davy Klaassen 53' 82' Amin Younes 93' |

| Parkstad Limburg, Kerkrade Nézőszám: 17.112 Játékvezető: Danny Makkelie (holland) |

| 22. forduló 2017. február 12. 14ː30 |

| AFC Ajax                               | 2 – 0               | Sparta Rotterdam                                                |
| -------------------------------------- | ------------------- | --------------------------------------------------------------- |
| Bertrand Traoré 45' Kasper Dolberg 49' | (1 – 0) Jegyzőkönyv | David Mendes da Silva 23' Michel Breuer 35' Denzel Dumfries 61' |

| Amsterdam ArenA, Amszterdam Nézőszám: 51.075 Játékvezető: Pol van Boekel (holland) |

| 23. forduló 2017. február 19. 14ː30 |

| Vitesse Arnhem                 | 0 – 1               | AFC Ajax                                                               |
| ------------------------------ | ------------------- | ---------------------------------------------------------------------- |
| Kevin Diks 54' Matt Miazga 88' | (0 – 1) Jegyzőkönyv | Davy Klaassen 26' Nick Viergever 36' Justin Kluivert 67' Davy Klaassen |

| GelreDome, Arnhem Nézőszám: 20.016 Játékvezető: Kevin Blom (holland) |

| 24. forduló 2017. február 26. 16ː45 |

| AFC Ajax                                                                                         | 4 – 1               | Heracles Almelo                              |
| ------------------------------------------------------------------------------------------------ | ------------------- | -------------------------------------------- |
| Kasper Dolberg 23' Matthijs de Ligt 56' Davinson Sánchez 60' Bertrand Traoré 90' Andre Onana 54' | (1 – 1) Jegyzőkönyv | Samuel Armenteros 25' 54' Joey Pelupessy 40' |

| Amsterdam ArenA, Amszterdam Nézőszám: 49.544 Játékvezető: Serdar Gözübüyük (holland) |

| 25. forduló 2017. március 5. 14ː30 |

| FC Groningen                          | 1 – 1               | AFC Ajax                                           |
| ------------------------------------- | ------------------- | -------------------------------------------------- |
| Bryan Linssen 56' Samir Memišević 87′ | (0 – 0) Jegyzőkönyv | Davy Klaassen 82' Joël Veltman 86' Amin Younes 90' |

| Noordlease Stadion, Groningen Nézőszám: 22.312 Játékvezető: Bas Nijhuis (holland) |

| 26. forduló 2017. március 12. 16ː45 |

| AFC Ajax                               | 3 – 0               | Twente Enschede   |
| -------------------------------------- | ------------------- | ----------------- |
| Amin Younes 55' Kasper Dolberg 67' 91' | (0 – 0) Jegyzőkönyv | Mateusz Klich 52' |

| Amsterdam ArenA, Amszterdam Nézőszám: 51.583 Játékvezető: Danny Makkelie (holland) |

| 27. forduló 2017. március 19. 14ː30 |

| SBV Excelsior                                                          | 1 – 1               | AFC Ajax                                                   |
| ---------------------------------------------------------------------- | ------------------- | ---------------------------------------------------------- |
| Kenny Tete 26' (öngól) Mike van Duinen 37' Ryan Koolwijk 80' Fredy 90' | (1 – 1) Jegyzőkönyv | Justin Kluivert 32' Bertrand Traoré 67' Nick Viergever 87' |

| Woudestein, Rotterdam Nézőszám: 4.400 Játékvezető: Pol van Boekel (holland) |

| 28. forduló 2017. április 2. 14ː30 |

| AFC Ajax                                         | 2 – 1               | Feyenoord                                                                                                |
| ------------------------------------------------ | ------------------- | --- |
| Lasse Schöne 1' David Neres 36' Joël Veltman 30' | (2 – 0) Jegyzőkönyv | Michiel Kramer 91' Karim El Ahmadi 18' Steven Berghuis 31' Renato Tapia 52' Jan-Arie van der Heijden 74' |

| Amsterdam ArenA, Amszterdam Nézőszám: 51.181 Játékvezető: Björn Kuipers (holland) |

| 29. forduló 2017. április 5. 20ː45 |

| AFC Ajax                                                                             | 4 – 1               | AZ Alkmaar                                                  |
| ------------------------------------------------------------------------------------ | ------------------- | ----------------------------------------------------------- |
| Bertrand Traoré 16' Davinson Sanchez 71' Lasse Schöne 82' (11-esből) Amin Younes 88' | (1 – 0) Jegyzőkönyv | Wout Weghorst 55' Ridgeciano Haps 43' Joris van Overeem 60' |

| Amsterdam ArenA, Amszterdam Nézőszám: 51.959 Játékvezető: Dennis Higler (holland) |

| 30. forduló 2017. április 8. 19ː45 |

| NEC Nijmegen       | 1 – 5               | AFC Ajax                                                                                               |
| ------------------ | ------------------- | --- |
| Ferdi Kadıoğlu 54' | (0 – 3) Jegyzőkönyv | Wojciech Golla 4' (öngól) David Neres 8' Bertrand Traoré 32' 60' Hakím Zíjes 78' Donny van de Beek 72' |

| De Goffert, Nijmegen Nézőszám: 12.500 Játékvezető: Bas Nijhuis (holland) |

| 31. forduló 2017. április 16. 16ː45 |

| AFC Ajax | 5 – 1               | SC Heerenveen                             |
| --- | ------------------- | ----------------------------------------- |
| Nick Viergever 24' Matthijs de Ligt 32' Davy Klaassen 42' Kasper Dolberg 68' (11-esből) David Neres 83' 64' | (3 – 1) Jegyzőkönyv | Reza Ghoochannejhad 8' Morten Thorsby 67' |

| Amsterdam ArenA, Amszterdam Nézőszám: 51.541 Játékvezető: Danny Makkelie (holland) |

| 32. forduló 2017. április 23. 16ː45 |

| PSV Eindhoven                                                                    | 1 – 0               | AFC Ajax                                                 |
| -------------------------------------------------------------------------------- | ------------------- | -------------------------------------------------------- |
| Jürgen Locadia 25' 87' Marco van Ginkel 38' Héctor Moreno 41' Gastón Pereiro 90' | (1 – 0) Jegyzőkönyv | Bertrand Traoré 43' Joël Veltman 77' Justin Kluivert 87' |

| Philips Stadion, Eindhoven Nézőszám: 35.000 Játékvezető: Kevin Blom (holland) |

| 33. forduló 2017. május 7. 14ː30 |

| AFC Ajax                                                                       | 4 – 0               | Go Ahead Eagles      |
| ------------------------------------------------------------------------------ | ------------------- | -------------------- |
| Justin Kluivert 24' Kasper Dolberg 29' Frenkie de Jong 48' Mateo Cassierra 71' | (2 – 0) Jegyzőkönyv | Marcel Ritzmaier 80′ |

| Amsterdam ArenA, Amszterdam Nézőszám: 51.206 Játékvezető: Pol van Boekel (holland) |

| 34. forduló 2017. május 14. 14ː30 |

| Willem Tilburg                        | 1 – 3               | AFC Ajax                                                  |
| ------------------------------------- | ------------------- | --------------------------------------------------------- |
| Jari Schuurman 82' Jordens Peters 85' | (0 – 1) Jegyzőkönyv | Kasper Dolberg 38' Davinson Sánchez 48' Davy Klaassen 66' |

| Koning Willem II Stadion, Tilburg Nézőszám: 14.500 Játékvezető: Serdar Gözübüyük (holland) |

#### A 2016/2017-es Eredivisie első 9 helyezettje
| H  | Csapat              | M  | Gy | D  | V  | GA    | Gk  | Pt | 2017/18-as kupaindulás |
| -- | ------------------- | -- | -- | -- | -- | ----- | --- | -- | ---------------------- |
| 1. | Feyenoord           | 34 | 26 | 4  | 4  | 86:25 | +61 | 82 | BL-csoportkör          |
| 2. | AFC Ajax            | 34 | 25 | 6  | 3  | 79:23 | +56 | 81 | BL 3.selejtezőkör      |
| 3. | PSV Eindhoven       | 34 | 22 | 10 | 2  | 68:23 | +45 | 76 | EL-rájátszás           |
| 4. | FC Utrecht          | 34 | 18 | 8  | 8  | 54:38 | +16 | 62 | Play Off EL-heyért     |
| 5. | Vitesse Kupagyőztes | 34 | 15 | 6  | 13 | 51:40 | +11 | 51 | EL-csoportkör          |
| 6. | AZ Alkmaar          | 34 | 12 | 13 | 9  | 56:52 | +4  | 49 | Play Off EL-heyért     |
| 7. | Twente Enschede     | 34 | 12 | 9  | 13 | 48:50 | -2  | 45 |                        |
| 8. | FC Groningen        | 34 | 10 | 13 | 11 | 55:51 | +4  | 43 | Play Off EL-heyért     |
| 9. | SC Heerenveen       | 34 | 12 | 7  | 15 | 54:53 | +1  | 43 | Play Off EL-heyért     |

MEGJEGYZÉS: A Twente csapata anyagi okok miatt több évre ki van tiltva az európai kupákból.

#### Bajnoki statisztika
| Fordulók                        | 1  | 2  | 3  | 4  | 5  | 6  | 7  | 8  | 9  | 10 | 11 | 12 | 13 | 14 | 15 | 16 | 17 | 18 | 19 | 20 | 21 | 22 | 23 | 24 | 25 | 26 | 27 | 28 | 29 | 30 | 31 | 32 | 33 | 34 | Összesen |
| ------------------------------- | -- | -- | -- | -- | -- | -- | -- | -- | -- | -- | -- | -- | -- | -- | -- | -- | -- | -- | -- | -- | -- | -- | -- | -- | -- | -- | -- | -- | -- | -- | -- | -- | -- | -- | -------- |
| Fordulónként megszerzett pontok | 3  | 1  | 0  | 3  | 3  | 3  | 3  | 3  | 3  | 1  | 3  | 1  | 3  | 3  | 3  | 0  | 1  | 3  | 3  | 3  | 3  | 3  | 3  | 3  | 1  | 3  | 1  | 3  | 3  | 3  | 3  | 0  | 3  | 3  | 81       |
| Összpontszám növekedése         | 3  | 4  | 4  | 7  | 10 | 13 | 16 | 19 | 22 | 23 | 26 | 27 | 30 | 33 | 36 | 36 | 37 | 40 | 43 | 46 | 49 | 52 | 55 | 58 | 59 | 62 | 63 | 66 | 69 | 72 | 75 | 75 | 78 | 81 | 81       |
| Helyezés a tabellán             | 4. | 5. | 8. | 4. | 3. | 3. | 2. | 2. | 2. | 2. | 2. | 2. | 2. | 2. | 2. | 2. | 2. | 2. | 2. | 2. | 2. | 2. | 2. | 2. | 2. | 2. | 2. | 2. | 2. | 2. | 2. | 2. | 2. | 2. | 2.       |
| Lőtt gólok fordulónként         | 3  | 2  | 1  | 3  | 1  | 2  | 5  | 3  | 2  | 1  | 1  | 2  | 5  | 1  | 2  | 0  | 1  | 3  | 1  | 3  | 2  | 2  | 1  | 4  | 1  | 3  | 1  | 2  | 4  | 5  | 5  | 0  | 4  | 3  | 79       |
| Kapott gólok fordulónként       | 1  | 2  | 2  | 0  | 0  | 0  | 1  | 2  | 0  | 1  | 0  | 2  | 0  | 0  | 0  | 1  | 1  | 1  | 0  | 0  | 0  | 0  | 0  | 1  | 1  | 0  | 1  | 1  | 1  | 1  | 1  | 1  | 0  | 1  | 23       |
| Sárga lapok fordulónként        | 4  | 2  | 0  | 5  | 1  | 0  | 0  | 1  | 0  | 3  | 1  | 2  | 0  | 3  | 1  | 4  | 2  | 1  | 3  | 0  | 1  | 0  | 2  | 1  | 2  | 0  | 2  | 1  | 0  | 1  | 1  | 3  | 0  | 0  | 47       |
| Piros lapok fordulónként        | 1  | 0  | 0  | 0  | 0  | 0  | 0  | 0  | 0  | 0  | 0  | 0  | 0  | 0  | 0  | 1  | 0  | 0  | 0  | 0  | 0  | 0  | 0  | 0  | 0  | 0  | 0  | 0  | 0  | 0  | 0  | 0  | 0  | 0  | 2        |

### Holland Kupa

#### 1. forduló
| 2016. szeptember 21. 20ː45 |

| AFC Ajax | 5 - 0               | Willem Tilburg                     |
| --- | ------------------- | ---------------------------------- |
| Riechedly Bazoer 13' Matthijs de Ligt 25' Hakím Zíjes 72' Lasse Schøne 82' Abdelhak Nouri 89' Heiko Westermann 63' | (2 - 0) Jegyzőkönyv | Anouar Kali 59′ Freek Heerkens 75' |

| Amsterdam ArenA, Amszterdam Nézőszám: 33.250 Játékvezető: Danny Makkelie (holland) |

#### 2. forduló
| 2016. október 26. 18ː30 |

| Kozakken Boys                                                                   | 1 - 6               | AFC Ajax                                                                                               |
| ------------------------------------------------------------------------------- | ------------------- | --- |
| Raily Ignacio 85' Ahmed el Azzouti 13' Toby Mulder 54' Ahmad Mendes Moreira 63' | (0 - 4) Jegyzőkönyv | Mateo Cassierra 25' 33' Anwar El Ghazi 29' Vaclav Černý 41' Pelle Clement 51' 89' Matthijs de Ligt 48' |

| Sportpark De Zwaaier, Werkendam Nézőszám: 6.000 Játékvezető: Jeroen Manschot (holland) |

#### Nyolcaddöntő
| 2016. december 15. 18ː30 |

| SC Cambuur                                                    | 2 - 1               | AFC Ajax                                                   |
| ------------------------------------------------------------- | ------------------- | ---------------------------------------------------------- |
| Martijn Barto 20' 39' Delvechio Blackson 40' Omar el Baad 66' | (2 - 0) Jegyzőkönyv | Pelle Clement 67' Abdelhak Nouri 50' Donny van de Beek 82' |

| Cambuur Stadion, Cambuur Nézőszám: 9.203 Játékvezető: Kevin Blom (holland) |

### Bajnokok Ligája

#### 3. selejtezőkör
| 2016. július 26. 20ː45 |

| AFC Ajax                            | 1 – 1               | PAOK Saloniki                        |
| ----------------------------------- | ------------------- | ------------------------------------ |
| Kasper Dolberg 58' Lasse Schøne 90' | (0 – 1) Jegyzőkönyv | Djalma 27' Stefanos Athanasiadis 30' |

| Amsterdam ArenA, Amszterdam Nézőszám: 47.744 Játékvezető: Javier Estrada Fernández (spanyol) |

| 2016. augusztus 3. 20ː45 |

| PAOK Saloniki                                              | 1 – 2               | AFC Ajax                                                                              |
| ---------------------------------------------------------- | ------------------- | ------------------------------------------------------------------------------------- |
| Stefanos Athanasiadis 4' Marin Leovac 45' Ángel Crespo 56' | (1 – 1) Jegyzőkönyv | Davy Klaassen 45' (11-esből) 87' Nemanja Gudelj 57' Kenny Tete 66' Anwar El Ghazi 90' |

| Túmbasz Stadion, Szaloniki Nézőszám: 28.703 Játékvezető: Anthony Taylor (angol) |

#### Play Off
| 2016. augusztus 16. 20ː45 |

| AFC Ajax                                          | 1 – 1               | FK Rosztov |
| ------------------------------------------------- | ------------------- | --- |
| Davy Klaassen 38' (11-esből) 65' Joël Veltman 88' | (1 – 1) Jegyzőkönyv | Christian Noboa 13' 90' Aleksandr Erokhin 8' César Navas 37' Fedor Kudryashov 52' Saeid Ezatolahi 74' Alexandru Gaţcan 89' |

| Amsterdam ArenA, Amszterdam Nézőszám: 51.463 Játékvezető: William Collum (skót) |

| 2016. augusztus 24. 20ː45 |

| FK Rosztov | 4 – 1               | AFC Ajax                                        |
| --- | ------------------- | ----------------------------------------------- |
| Szardar Azmun 34' 39' Aleksandr Erokhin 52' Christian Noboa 60' Dmitriy Poloz 66' 41' César Navas 53' Fedor Kudryashov 83′ | (1 – 0) Jegyzőkönyv | Davy Klaassen 84' (11-esből) Nick Viergever 87' |

| Olimp-2 Stadion, Rosztov-na-Donu Nézőszám: 15.320 Játékvezető: Milorad Mažić (szerbia) |

### Európa Liga

#### Csoportmérkőzések
| 2016. szeptember 15. 21ː05 |

| Panathinaikos | 1 – 2               | AFC Ajax                                                                                                  |
| --- | ------------------- | --- |
| Marcus Berg 5' Georgios Koutroubis 35' Wakaso Mubarak 62' 90′ Giandomenico Mesto 66' Ivan Ivanov 69′ Lucas Villafáñez 71' | (1 – 1) Jegyzőkönyv | Bertrand Traoré 34' Jairo Riedewald 67' Nick Viergever 42' Hakím Zíjes 79′ Joël Veltman 90' Davy Klaassen |

| Olimpiai Stadion, Athén Nézőszám: 13.019 Játékvezető: Andre Marriner (angol) |

| 2016. szeptember 29. 19ː00 |

| AFC Ajax                                | 1 – 0               | Standard de Liège                                     |
| --------------------------------------- | ------------------- | ----------------------------------------------------- |
| Kasper Dolberg 28' Daley Sinkgraven 38' | (1 – 0) Jegyzőkönyv | Ishak Belfodil 43' Collins Fai 72' Jean-Luc Dompé 78' |

| Amsterdam ArenA, Amszterdam Nézőszám: 31.352 Játékvezető: Paolo Mazzoleni (olasz) |

| 2016. október 20. 19ː00 |

| Celta Vigo                                       | 2 – 2               | AFC Ajax |
| ------------------------------------------------ | ------------------- | --- |
| Fontàs 29' Fabián Orellana 82' Carles Planas 80' | (1 – 1) Jegyzőkönyv | Hakím Zíjes 22' Amin Younes 71' Davinson Sanchez 17' Joël Veltman 31' Nemanja Gudelj 31' Daley Sinkgraven 57' Riechedly Bazoer 90' |

| Estadio Balaídos, Vigo Nézőszám: 18.397 Játékvezető: Ivan Kružliak (szlovák) |

| 2016. november 3. 21ː05 |

| AFC Ajax | 3 – 2               | Celta Vigo                                                             |
| --- | ------------------- | ---------------------------------------------------------------------- |
| Kasper Dolberg 41' Hakím Zíjes 68' Amin Younes 71' Lasse Schöne 12' Davinson Sanchez 59' Daley Sinkgraven 76' Davy Klaassen 90' | (1 – 0) Jegyzőkönyv | John Guidetti 79' 87' Iago Aspas 86' Hugo Mallo 38' Nemanja Radoja 74' |

| Amsterdam ArenA, Amszterdam Nézőszám: 44.545 Játékvezető: Paweł Raczkowski (lengyel) |

| 2016. november 24. 19ː00 |

| AFC Ajax                                           | 2 – 0               | Panathinaikos                           |
| -------------------------------------------------- | ------------------- | --------------------------------------- |
| Lasse Schöne 39' Kenny Tete 50' Mitchell Dijks 16' | (1 – 0) Jegyzőkönyv | Lucas Villafáñez 14' Mubarak Wakaso 54' |

| Amsterdam ArenA, Amszterdam Nézőszám: 41.011 Játékvezető: Aleksey Eskov (orosz) |

| 2016. december 8. 21ː05 |

| Standard de Liège                                     | 1 – 1               | AFC Ajax                                                                 |
| ----------------------------------------------------- | ------------------- | ------------------------------------------------------------------------ |
| Benito Raman 85' Corentin Fiore 51' Adrien Trebel 78' | (0 – 1) Jegyzőkönyv | Anwar El Ghazi 27' Kenny Tete 42' Diederik Boer 59' Matthijs de Ligt 81' |

| Stade Maurice Dufrasne, Liège Nézőszám: 20.344 Játékvezető: Bobby Madden (skót) |

- A G-csoport végeredménye[14]

| Csapat            | M | Gy | D | V | G+ | G– | Gk  | P  |
| ----------------- | - | -- | - | - | -- | -- | --- | -- |
| AFC Ajax          | 6 | 4  | 2 | 0 | 11 | 6  | +5  | 14 |
| Celta Vigo        | 6 | 2  | 3 | 1 | 10 | 7  | +3  | 9  |
| Standard de Liège | 6 | 1  | 4 | 1 | 8  | 6  | +2  | 7  |
| Panathinaikos     | 6 | 0  | 1 | 5 | 3  | 13 | –10 | 1  |

#### 16-os döntő
| 2017. február 16. 21ː05 |

| Legia Warsawa                        | 0 – 0               | AFC Ajax                         |
| ------------------------------------ | ------------------- | -------------------------------- |
| Łukasz Broź 63' Miroslav Radović 70' | (0 – 0) Jegyzőkönyv | Davy Klaassen 84' Kenny Tete 84′ |

| Lengyel Hadsereg Stadion, Varsó Nézőszám: 28.742 Játékvezető: David Fernández Borbalán (spanyol) |

| 2017. február 23. 19ː00 |

| AFC Ajax                                                                     | 1 – 0               | Legia Warsawa |
| ---------------------------------------------------------------------------- | ------------------- | ------------- |
| Nick Viergever 49' Davinson Sánchez 71' Bertrand Traoré 75' Joël Veltman 86' | (0 – 0) Jegyzőkönyv |               |

| Amsterdam ArenA, Amszterdam Nézőszám: 52.285 Játékvezető: Anthony Taylor (angol) |

#### Nyolcaddöntő
| 2017. március 9. 19ː00 |

| FC København                                               | 2 – 1               | AFC Ajax                                                                                |
| ---------------------------------------------------------- | ------------------- | --------------------------------------------------------------------------------------- |
| Rasmus Falk 1' Andreas Cornelius 59' Mathias Jørgensen 21' | (1 – 1) Jegyzőkönyv | Kasper Dolberg 32' Nick Viergever 65' Kenny Tete 71' Lasse Schøne 77' Davy Klaassen 88' |

| Parken Stadion, Koppenhága Nézőszám: 31.189 Játékvezető: Artur Soares Dias (portugál) |

| 2017. március 16. 21ː05 |

| AFC Ajax | 2 – 0               | FC København                                                                                |
| --- | ------------------- | ------------------------------------------------------------------------------------------- |
| Bertrand Traoré 23' Kasper Dolberg 45' (11-esből) Davinson Sánchez 34' Amin Younes 49' Lasse Schøne 78' André Onana 90' | (2 – 0) Jegyzőkönyv | Ján Greguš 19' Uroš Matić 31' Benjamin Verbič 65' Erik Johansson 80' Federico Santander 87' |

| Amsterdam ArenA, Amszterdam Nézőszám: 52.270 Játékvezető: Ivan Kružliak (szlovák) |

#### Negyeddöntő
| 2017. április 13. 21ː05 |

| AFC Ajax                                             | 2 – 0               | Schalke 04                              |
| ---------------------------------------------------- | ------------------- | --------------------------------------- |
| Davy Klaassen 23' (11-esből) 52' 49' David Neres 89' | (1 – 0) Jegyzőkönyv | Thilo Kehrer 87' Benjamin Stambouli 87' |

| Amsterdam ArenA, Amszterdam Nézőszám: 52.384 Játékvezető: Szergej Karaszjov (orosz) |

| 2017. április 20. 21ː05 |

| Schalke 04                                                                                               | 3 – 2 (h.u.)        | AFC Ajax                                                                  |
| --- | ------------------- | ------------------------------------------------------------------------- |
| Leon Goretzka 53' Guido Burgstaller 56' 60' Daniel Caligiuri 101' Sead Kolašinac 68' Matija Nastasić 86' | (0 – 0) Jegyzőkönyv | Nick Viergever 111' 90' Amin Younes 120' Joël Veltman 80′ Hakím Zíjes 90' |

| Veltins-Arena, Gelsenkirchen Nézőszám: 53.701 Játékvezető: Ovidiu Hațegan (román) |

#### Elődöntő
| 2017. május 3. 18ː45 |

| AFC Ajax                                                                            | 4 – 1               | Olympique Lyon                           |
| ----------------------------------------------------------------------------------- | ------------------- | ---------------------------------------- |
| Bertrand Traoré 25' 71' 62' Kasper Dolberg 34' Amin Younes 49' Matthijs de Ligt 30' | (2 – 0) Jegyzőkönyv | Mathieu Valbuena 66' Maxime Gonalons 41' |

| Amsterdam ArenA, Amszterdam Nézőszám: 54.033 Játékvezető: Gianluca Rocchi (olasz) |

| 2017. május 11. 21ː05 |

| Olympique Lyon | 3 – 1               | AFC Ajax                                                                 |
| --- | ------------------- | ------------------------------------------------------------------------ |
| Alexandre Lacazette 45' (11-esből) 45' Rachid Ghezzal 81' Jérémy Morel 18' Corentin Tolisso 20' Mouctar Diakhaby 48' Nicolas N’Koulou 61' Nabil Fekir 61' | (2 – 1) Jegyzőkönyv | Kasper Dolberg 27' Joël Veltman 49' Davy Klaassen 50' Nick Viergever 84′ |

| Parc Olympique Lyonnais, Lyon Nézőszám: 55.000 Játékvezető: Szymon Marciniak (lengyel) |

#### Döntő
| 2017. május 24. 20ː45 |

| AFC Ajax                                             | 0 – 2               | Manchester United                                                      |
| ---------------------------------------------------- | ------------------- | ---------------------------------------------------------------------- |
| Joël Veltman 58' Amin Younes 64' Jaïro Riedewald 78' | (0 – 1) Jegyzőkönyv | Paul Pogba 18' Henrih Mhitarján 48' 31' Marouane Fellaini 52' Mata 78' |

| Friends Arena, Stockholm Nézőszám: 48.000 Játékvezető: Damir Skomina (szlovén) |

## Sajátnevelések első tétmérkőzése a felnőttcsapatban
A táblázatban azon fiatal játékosok szerepelnek akik az előző 3 évben az Ajax-akadémiáján képezték magukat és közben a fiatalcsapatokat (Ajax A1 vagy Jong Ajax) erősítették. Ebben a szezonban pedig bemutatkoztak a felnőttcsapatban már tétmérkőzésen is.
| Mez | Név                | Pozíció | Szezon | Előző klub | Debütálás tétmérkőzésen | Debütálás tétmérkőzésen       | Debütálás tétmérkőzésen | Debütálás tétmérkőzésen | Debütálás tétmérkőzésen |
| Mez | Név                | Pozíció | Szezon | Előző klub | Dátum                   | Első tétmérkőzés              | Mérkőzés típusa         | Gól                     | Életkor                 |
| --- | ------------------ | ------- | ------ | ---------- | ----------------------- | ----------------------------- | ----------------------- | ----------------------- | ----------------------- |
| 42  | Deyovaisio Zeefuik | JH / KH | 1.     | Jong Ajax  | 2017. ápr. 16.          | AFC Ajax – SC Heerenveen 5:1  | Bajnoki                 | -                       | 19 év 36 nap            |
| 46  | Justin Kluivert    | SZT     | 1.     | Jong Ajax  | 2017. jan. 15.          | PEC Zwolle – AFC Ajax 1:3     | Bajnoki                 | -                       | 17 év 255 nap           |
| 40  | Carel Eiting       | TKP     | 1.     | Jong Ajax  | 2016. okt. 26.          | Kozakken Boys – AFC Ajax 1:6  | Holland kupa            | -                       | 18 év 258 nap           |
| 44  | Pelle Clement      | SZT     | 1.     | Jong Ajax  | 2016. okt. 26.          | Kozakken Boys – AFC Ajax 1:6  | Holland kupa            | 2                       | 20 év 160 nap           |
| 36  | Matthijs de Ligt   | KH      | 1.     | Jong Ajax  | 2016. szep. 21.         | AFC Ajax – Willem Tilburg 5:0 | Holland kupa            | 1                       | 17 év 40 nap            |
| 34  | Abdelhak Nouri     | TKP     | 1.     | Jong Ajax  | 2016. szep. 21.         | AFC Ajax – Willem Tilburg 5:0 | Holland kupa            | 1                       | 19 év 172 nap           |

## Díjazottak

### Csapaton belül
Csapaton belül ebben a szezonban a nyáron érkező hátvéd Davinson Sánchez lett az Év játékosa, a fiatal dán támadó Kasper Dolberg az Év tehetsége és Justin Kluivert pedig a "Jövő Tehetsége". Az utóbbi két játékos ezen szezonban mutatkoztak be az elsőcsapatban.
- Rinus Michels – díj (Év Játékosa):  Davinson Sánchez
- Marco van Basten – díj (Év Tehetsége):  Kasper Dolberg
- Sjaak Swart – díj (Jövő Tehetsége):  Justin Kluivert

### Bajnokságban
Az Eredivisie 2016-17-es szezonjában az Ajax fiatal támadóját, Kasper Dolberg-et választották a bajnokság legnagyobb tehetségének.
- Johan Cruijff – díj (Év Tehetsége):  Kasper Dolberg
- Tonny van Leeuwen-kupa (Legkevesebb gólt kapó kapus):  André Onana
- Rinus Michels – díj (Év Edzője):  Peter Bosz

## Mérkőzés statisztika
Minden mérkőzés a rendes játékidőben elért eredmények alapján van besorolva, de a hosszabbításban lőtt gólok is be vannak írva. Ebben a szezonban nem volt olyan mérkőzése az Ajax-nak amely hosszabbítás után dőlt volna el.
| Tipus          | Mérkőzés | Győzelem | Döntetlen | Vereség | Lőtt gólok | Kapott gólok | Gólkülönbség |
| -------------- | -------- | -------- | --------- | ------- | ---------- | ------------ | ------------ |
| Eredivisie     | 34       | 25       | 6         | 3       | 79         | 23           | + 56         |
| Holland – kupa | 3        | 2        | 0         | 1       | 12         | 3            | + 9          |
| BL – selejtező | 4        | 1        | 2         | 1       | 5          | 7            | - 2          |
| Európa Liga    | 15       | 8        | 3         | 4       | 24         | 17           | + 7          |
| ÖSSZESEN       | 56       | 36       | 11        | 9       | 120        | 50           | + 70         |

## Csapat statisztika
Íme néhány érdekes statisztikai adat, amelyek a szezonban lejátszott 48 tétmérkőzés alatt jöttek össze.
ÁLTALÁNOS
- KAPOTT GÓLOK NÉLKÜLI MÉRKŐZÉSEK SZÁMA:
- LEGNAGYOBB ARÁNYÚ GYŐZELEM:
- LEGNAGYOBB ARÁNYÚ VERESÉG:

SOROZATOK
- LEGHOSSZABB VERETLEN SOROZAT:
- LEGHOSSZABB GYŐZELMI SOROZAT:
- LEGHOSSZABB NYERETLEN SOROZAT:
- LEGHOSSZABB KAPOTT GÓL NÉLKÜLI SOROZAT:
- LEGHOSSZABB GÓLSZERZŐ SOROZAT:
- LEGHOSSZABB RÚGOTT GÓL NÉLKÜLI SOROZAT:

LEGTÖBB / LEGKEVESEBB
- LEGTÖBB GÓL EGY MÉRKŐZÉSEN:
- LEGTÖBB LŐTT GÓL EGY MÉRKŐZÉSEN:
- LEGTÖBB LAP EGY MÉRKŐZÉSEN:
- LEGTÖBB NÉZŐ HAZAI BAJNOKI MÉRKŐZÉSEN:
- LEGTÖBB NÉZŐ HAZAI TÉTMÉRKŐZÉSEN:
- LEGKEVESEBB NÉZŐ HAZAI BAJNOKI MÉRKŐZÉSEN:
- LEGKEVESEBB NÉZŐ HAZAI TÉTMÉRKŐZÉSEN:

## Játékos statisztikák

### Góllövőlista
Az idei szezonban a csapat fiatal dán támadója Kasper Dolberg lőtte a legtöbb gólt. A bajnokságban és az összes tétmérkőzésen is ő lőtte a legtöbb gólt a csapaton belül.
| No. | Játékos          | Bajnokság | Kupa           | Bajnokok Ligája | Európa Liga | ÖSSZESEN |   |   |    |
| --- | ---------------- | --------- | -------------- | --------------- | ----------- | -------- | - | - | -- |
| No. | Játékos          | 01.       | Kasper Dolberg | 16              | 0           | ÖSSZESEN | 1 | 6 | 23 |
| 02. | Davy Klaassen    | 14        | 0              | 4               | 2           | 20       |   |   |    |
| 03. | Bertrand Traoré  | 9         | 0              | 0               | 4           | 13       |   |   |    |
| 04. | Hakím Zíjes      | 7         | 1              | 0               | 2           | 10       |   |   |    |
| 05. | Lasse Schöne     | 7         | 1              | 0               | 1           | 9        |   |   |    |
| 06. | Amin Younes      | 3         | 0              | 0               | 4           | 7        |   |   |    |
| 07. | Davinson Sanchez | 6         | 0              | 0               | 0           | 6        |   |   |    |
| 08. | Nick Viergever   | 2         | 0              | 0               | 2           | 4        |   |   |    |
| -   | Mateo Cassierra  | 2         | 2              | 0               | 0           | 4        |   |   |    |
| 10. | Pelle Clement    | 0         | 3              | 0               | 0           | 3        |   |   |    |
| -   | Matthijs de Ligt | 2         | 1              | 0               | 0           | 3        |   |   |    |
| -   | David Neres      | 3         | 0              | 0               | 0           | 3        |   |   |    |
| 13. | Nemanja Gudelj   | 2         | 0              | 0               | 0           | 2        |   |   |    |
| -   | Anwar El Ghazi   | 0         | 1              | 0               | 1           | 2        |   |   |    |
| -   | Justin Kluivert  | 2         | 0              | 0               | 0           | 2        |   |   |    |
| 16. | Daley Sinkgraven | 1         | 0              | 0               | 0           | 1        |   |   |    |
| -   | Jairo Riedewald  | 0         | 0              | 0               | 1           | 1        |   |   |    |
| -   | Riechedly Bazoer | 0         | 1              | 0               | 0           | 1        |   |   |    |
| -   | Abdelhak Nouri   | 0         | 1              | 0               | 0           | 1        |   |   |    |
| -   | Václav Černý     | 0         | 1              | 0               | 0           | 1        |   |   |    |
| -   | Kenny Tete       | 0         | 0              | 0               | 1           | 1        |   |   |    |
| -   | Frenkie de Jong  | 1         | 0              | 0               | 0           | 1        |   |   |    |

### Kanadai ponttáblázat
Íme az Ajax játékosainak elért teljesítménye a kanadai ponttáblázat alapján. Ezen táblázatban azokat a játékosokat (jelenlegi vagy volt játékosokat) lehet látni, akik legalább egy pontot szereztek tétmérkőzésen.
Ebben a szezonban a dán támadó Kasper Dolberg és a holland csapatkapitány Davy Klaassen szerezték a legtöbb pontot. Mindketten 30-30 pontot szereztek de mivel Dolberg lőtte a több gólt, így ő került a táblázat élére. Viszont a csapat 2012/13-as szezonja óta most sikerült először egy játékosuknak az egész szezonban több mint 15 gólpasszt adnia. Idén az a Hakím Zíjes adta csapaton belül a legtöbbet aki csupán a nyár végén érkezett, összezon 17 gólpasszt adott. Ennek köszönhetően a ponttáblázat harmadik helyén végzett.
A rangsor a pontszám alapján állt össze. Azonos pontszám alapján az van előnyben aki a legtöbb gólt szerezte.
| No. | Játékos           | Bajnokság | Bajnokság | Kupa | Kupa     | Bajnokok Ligája | Bajnokok Ligája | Európa Liga | Európa Liga | PONTSZÁM (G+Gp) |
| No. | Játékos           | Gól       | Gólpassz  | Gól  | Gólpassz | Gól             | Gólpassz        | Gól         | Gólpassz    | PONTSZÁM (G+Gp) |
| --- | ----------------- | --------- | --------- | ---- | -------- | --------------- | --------------- | ----------- | ----------- | --------------- |
| 01. | Kasper Dolberg    | 16        | 6         | 0    | 0        | 1               | 0               | 6           | 1           | 30 (23+7)       |
| 02. | Davy Klaassen     | 14        | 9         | 0    | 0        | 4               | 0               | 2           | 1           | 30 (20+10)      |
| 03. | Hakím Zíjes       | 7         | 11        | 1    | 2        | 0               | 0               | 2           | 4           | 27 (10+17)      |
| 04. | Bertrand Traoré   | 9         | 0         | 0    | 0        | 0               | 0               | 4           | 4           | 17 (13+4)       |
| 05. | Lasse Schöne      | 7         | 4         | 1    | 1        | 0               | 0               | 1           | 0           | 14 (9+5)        |
| 06. | Amin Younes       | 3         | 6         | 0    | 0        | 0               | 0               | 4           | 1           | 14 (7+7)        |
| 07. | Davinson Sanchez  | 6         | 2         | 0    | 0        | 0               | 0               | 0           | 0           | 8 (6+2)         |
| 08. | Justin Kluivert   | 2         | 4         | 0    | 0        | 0               | 0               | 0           | 1           | 7 (2+5)         |
| 09. | Nick Viergever    | 2         | 2         | 0    | 0        | 0               | 0               | 2           | 0           | 6 (4+2)         |
| 10. | Daley Sinkgraven  | 1         | 5         | 0    | 0        | 0               | 0               | 0           | 0           | 6 (1+5)         |
| 11. | Mateo Cassierra   | 2         | 0         | 2    | 1        | 0               | 0               | 0           | 0           | 5 (4+1)         |
| 12. | Anwar El Ghazi    | 0         | 2         | 1    | 0        | 0               | 1               | 1           | 0           | 5 (2+3)         |
| 13. | David Neres       | 3         | 1         | 0    | 0        | 0               | 0               | 0           | 0           | 4 (3+1)         |
| 14. | Nemanja Gudelj    | 2         | 1         | 0    | 0        | 0               | 0               | 0           | 1           | 4 (2+2)         |
| 15. | Abdelhak Nouri    | 0         | 0         | 1    | 3        | 0               | 0               | 0           | 0           | 4 (1+3)         |
| 16. | Donny van de Beek | 0         | 1         | 0    | 1        | 0               | 0               | 0           | 2           | 4 (0+4)         |
| 17. | Pelle Clement     | 0         | 0         | 3    | 0        | 0               | 0               | 0           | 0           | 3 (3+0)         |
| -   | Matthijs de Ligt  | 2         | 0         | 1    | 0        | 0               | 0               | 0           | 0           | 3 (3+0)         |
| 19. | Václav Černý      | 0         | 0         | 1    | 2        | 0               | 0               | 0           | 0           | 3 (1+2)         |
| -   | Jairo Riedewald   | 0         | 0         | 0    | 0        | 0               | 1               | 1           | 1           | 3 (1+2)         |
| 21. | Joël Veltman      | 0         | 3         | 0    | 0        | 0               | 0               | 0           | 0           | 3 (0+3)         |
| 22. | Kenny Tete        | 0         | 0         | 0    | 0        | 0               | 0               | 1           | 1           | 2 (1+1)         |
| 23. | Riechedly Bazoer  | 0         | 0         | 1    | 0        | 0               | 0               | 0           | 0           | 1 (1+0)         |
| -   | Frenkie de Jong   | 1         | 0         | 0    | 0        | 0               | 0               | 0           | 0           | 1 (1+0)         |
| 24. | André Onana       | 0         | 1         | 0    | 0        | 0               | 0               | 0           | 0           | 1 (0+1)         |

### Lapok
| SÁRGA LAPOK | SÁRGA LAPOK       | SÁRGA LAPOK | SÁRGA LAPOK | SÁRGA LAPOK | SÁRGA LAPOK     | SÁRGA LAPOK | SÁRGA LAPOK |
| No.         | Játékos neve      | ÖSSZESEN    | Bajnokság   | Kupa        | Bajnokok Ligája | Európa Liga |             |
| ----------- | ----------------- | ----------- | ----------- | ----------- | --------------- | ----------- | ----------- |
| 01.         | Davy Klaassen     | 12          | 6           | 0           | 1               | 5           |             |
| -           | Joël Veltman      | 12          | 6           | 0           | 1               | 5           |             |
| 03.         | Lasse Schöne      | 7           | 3           | 0           | 1               | 3           |             |
| 04.         | Daley Sinkgraven  | 6           | 4           | 0           | 0               | 2           |             |
| -           | Davinson Sánchez  | 6           | 2           | 0           | 0               | 4           |             |
| -           | Nick Viergever    | 6           | 4           | 0           | 0               | 2           |             |
| -           | Bertrand Traoré   | 6           | 4           | 0           | 0               | 2           |             |
| 08.         | Amin Younes       | 5           | 3           | 0           | 0               | 2           |             |
| 09.         | Mitchell Dijks    | 3           | 2           | 0           | 0               | 1           |             |
| -           | André Onana       | 3           | 2           | 0           | 0               | 1           |             |
| -           | Justin Kluivert   | 3           | 3           | 0           | 0               | 0           |             |
| -           | Hakím Zíjes       | 3           | 2           | 0           | 0               | 1           |             |
| 13.         | Heiko Westermann  | 2           | 1           | 1           | 0               | 0           |             |
| -           | Nemanja Gudelj    | 2           | 0           | 0           | 1               | 1           |             |
| -           | Kenny Tete        | 2           | 0           | 0           | 1               | 1           |             |
| -           | Donny van de Beek | 2           | 1           | 1           | 0               | 0           |             |
| -           | David Neres       | 2           | 1           | 0           | 0               | 1           |             |
| -           | Nick Viergever    | 2           | 0           | 0           | 1               | 1           |             |
| -           | Matthijs de Ligt  | 2           | 0           | 1           | 0               | 1           |             |
| -           | Jairo Riedewald   | 2           | 1           | 0           | 0               | 1           |             |
| 21.         | Anwar El Ghazi    | 1           | 0           | 0           | 1               | 0           |             |
| -           | Kasper Dolberg    | 1           | 1           | 0           | 0               | 0           |             |
| -           | Riechedly Bazoer  | 1           | 1           | 0           | 0               | 0           |             |
| -           | Abdelhak Nouri    | 1           | 0           | 1           | 0               | 0           |             |

| PIROS LAPOK | PIROS LAPOK    | PIROS LAPOK | PIROS LAPOK | PIROS LAPOK | PIROS LAPOK     | PIROS LAPOK | PIROS LAPOK |
| No.         | Játékos neve   | ÖSSZESEN    | Bajnokság   | Kupa        | Bajnokok Ligája | Európa Liga |             |
| ----------- | -------------- | ----------- | ----------- | ----------- | --------------- | ----------- | ----------- |
| 01.         | Joël Veltman   | 2           | 1           | 0           | 0               | 1           |             |
| -           | Nick Viergever | 2           | 1           | 0           | 0               | 1           |             |
| 03.         | Hakím Zíjes    | 1           | 0           | 0           | 0               | 1           |             |
| -           | Kenny Tete     | 1           | 0           | 0           | 0               | 1           |             |

### Egy tétmérkőzésen legtöbb gólt szerző játékosok
A következő táblázatban a csapat azon játékosai szerepelnek akik az idei szezonban a legtöbb gólt – minimum 3-at – szerezték egy tétmérkőzésen. Ebben a szezonban csupán csak egy játékosnak sikerült legalább mesterhármast lőnie egy tétmérkőzésen. Ez a játékos a csapat fiatal dán támadója, Kasper Dolberg volt aki egy győztes bajnoki mérkőzésen lőtt 3 gólt.
| #  | Játékos        | Gólok | Dátum              | Mérkőzés tipusa | Végeredmény             |
| -- | -------------- | ----- | ------------------ | --------------- | ----------------------- |
| 1. | Kasper Dolberg | 3     | 2016. november 20. | Eredivisie      | Ajax – NEC Nijmegen 5:0 |

### Idei büntetők
A következő táblázat a csapat idei büntetőit mutatja meg, amiket tétmérkőzéseken lőttek. A büntetők sorrendje a dátum szerint van megadva.
| #   | Játékos        | Büntető  | Dátum                | Mérkőzés tipusa    | Végeredmény                |
| --- | -------------- | -------- | -------------------- | ------------------ | -------------------------- |
| 1.  | Davy Klaassen  | GÓL      | 2016. augusztus 3.   | BL-selejtező       | Ajax – PAOK Saloniki 1ː1   |
| 2.  | Davy Klaassen  | GÓL      | 2016. augusztus 16.  | BL-Play off        | Ajax – FK Rosztov 1ː1      |
| 3.  | Davy Klaassen  | GÓL      | 2016. augusztus 24.  | BL-Play off        | FK Rosztov – Ajax 4ː1      |
| 4.  | Davy Klaassen  | GÓL      | 2016. augusztus 28.  | Eredivisie (4.)    | Go Ahead Eagles – Ajax 0ː3 |
| 5.  | Davy Klaassen  | KIHAGYVA | 2016. szeptember 15. | EL-csoportmérkőzés | Panathinaikos – Ajax 1ː2   |
| 6.  | Lasse Schöne   | GÓL      | 2016. október 2.     | Eredivisie (8.)    | Ajax – FC Utrecht 3ː2      |
| 7.  | Lasse Schöne   | KIHAGYVA | 2016. október 29.    | Eredivisie (11.)   | Ajax – Excelsior 1ː0       |
| 8.  | Hakím Zíjes    | GÓL      | 2016. december 4.    | Eredivisie (15.)   | Ajax – FC Groningen 2ː0    |
| 9.  | Hakím Zíjes    | KIHAGYVA | 2016. december 4.    | Eredivisie (15.)   | Ajax – FC Groningen 2ː0    |
| 10. | Lasse Schöne   | GÓL      | 2017. január 15.     | Eredivisie (18.)   | PEC Zwolle – Ajax 1ː3      |
| 11. | Lasse Schöne   | KIHAGYVA | 2017. január 22.     | Eredivisie (19.)   | FC Utrecht – Ajax 0ː1      |
| 12. | Davy Klaassen  | KIHAGYVA | 2017. február 19.    | Eredivisie (23.)   | Vitesse Arnhem – Ajax 0ː1  |
| 13. | Kasper Dolberg | GÓL      | 2017. március 16.    | EL-nyolcaddöntő    | Ajax – FC København 2ː0    |
| 14. | Lasse Schöne   | GÓL      | 2017. április 5.     | Eredivisie (29.)   | Ajax – AZ Alkmaar 4ː1      |
| 15. | Davy Klaassen  | GÓL      | 2017. április 13.    | EL-negyeddöntő     | Ajax – Schalke 04 2ː0      |
| 16. | Kasper Dolberg | GÓL      | 2017. április 16.    | Eredivisie (31.)   | Ajax – SC Heerenveen 5ː1   |

## Érdekességek és jubileumok
- Még a bajnokság kezdete előtt a csapat középcsatára, Arkadiusz Milik eligazolt az olasz Napoli csapatához. Az Ajax 32 millió eurót kapott érte. Ezzel több rekordot is megdöntött. Milik lett az Ajax eddigi legdrágábban eladott játékosa. Egy évvel ezelőtt nyáron 2,8 millió euróért igazolták le, így ő hozta az eddigi legnagyobb hasznot a csapatnak (29,2 millió). Ezek mellett ő lett az Eredivisie eddigi legdrágább külföldi játékosa. A teljes listát még mindig a holland Memphis Depay vezeti 34 millió euróval.
- Augusztus 25-én hivatalosan is bejelentették a csapat elsőszámú kapusának, Jasper Cillessennek átigazolását a spanyol FC Barcelona csapatához. Az Ajax összesen 14 millió eurót kapott érte. Így Cillessen lett az eddigi legdrágábban eladott holland kapus.
- Megszakadt egy rossz sorozat, a bajnokság 4. fordulójában az Ajax kapusa, André Onana kivédett egy büntetőt. Az Ajax-nál utoljára büntetőt bajnoki mérkőzésen 2013. február 17-én az RKC Waalwijk ellen Kenneth Vermeer védett ki.
- Hollandiában a szeptember 21-én lejátszott Ajax – Willem Tilburg (5ː0) kupamérkőzésen használták először a videobírót.[22] Más országokban már használták több alkalommal is de most történt először az is, hogy a videobíró segítségével állítottak ki egy játékost.[23]
- Szeptember 21-én a holland kupa 1. fordulójában az Ajax – Willem mérkőzésen debütált a felnőttcsapatban a fiatal védő, Matthijs de Ligt és gólt is szerzett. Így, 17 évesen és 40 naposan ő lett az Ajax eddigi legfiatalabb játékosa aki első tétmérkőzésen azonnal gólt is lőtt.[24]
- A csapatkapitány Davy Klaassen, a két védő Joël Veltman és Nick Viergever és a szélső támadó Anwar El Ghazi beléptek az Ajax "századosai" közé. Klaassen szeptember 24-én, a bajnokság 7. fordulójában (Ajax – PEC Zwolle 5ː1) lépett pályára 100. alkalommal az Eredivisie-ben az Ajax játékosaként. Veltman október 23-án, a 10. fordulóban lejátszott De Klassieker-en viselte 100. alkalommal az Ajax-mezt tétmérkőzésen. El Ghazi január 22-én, a 19. fordulóban (FC Utrecht – Ajax 0ː1) lépett pályára 100. alkalommal tétmérkőzésen az Ajax csapatában. Viergever pedig a bajnokság 33. fordulójában (Ajax – Go Ahead Eagles 4ː0) lépett pályára 100. alkalommal tétmérkőzésen.
- Matthijs de Ligt lett a csapat eddigi legfiatalabb játékosa aki nemzetközi kupában a kezdőcsapatban szerepelt. November 24-én az EL-csoportkörének 5. fordulójában a Panathinaikos ellen 17 évesen és 104 naposan lépett pályára a kezdőcsapatban.[25]
- November 24-én az EL-csoportkörének 5. fordulójában a Panathinaikos ellen játszotta le az Ajax története 400. mérkőzését a nemzetközi porondon.
- 20 év után ismét vereséget szenvedett az Ajax egy alacsonyabb osztályban szereplő csapattól. Idén a holland kupa nyolcaddöntőjében – 2016. december 15-én – vereséget szenvedtek a másodosztályú SC Camburr csapatától. Utoljára 1996. november 27-én győzte le őket nem elsőosztályú csapat, akkor szintén a holland kupában a Heracles Almelo.[26]
- Február 23-án az EL 16-os döntőjének visszavágóján a lengyel Legia Warsawa elleni mérkőzésen szerezte meg az Ajax története 200. győzelmét a nemzetközi porondon.
- 2009. március 1. óta ebben a szezonban tudott az Ajax első alkalommal bajnoki mérkőzésen nyerni Utrechtben a hazai FC Utrecht csapata ellen.[27]
- 2017. április 5-én a bajnokság 29. fordulójában az AZ Alkmaar legyőzésével az Ajax megszerezte története 800. hazai győzelmét az Eredivisie-ben.[28]
- 2017. május 3-án az Európa Liga elődöntőjében (Ajax – Lyon 4ː1) az Ajax középpályása, Hakím Zíjes 3 gólpasszt adott. Ezzel ő lett az EL történetének első játékosa aki elődöntő vagy döntő egy mérkőzésén ennyi gólpasszt adott.[29]
- A bajnokság utolsó fordulójában az Ajax az Eredivisie történetének eddigi legfiatalabb kezdőcsapatával lépett pályára. A kezdőcsapat átlagéletkora 20 év 139 nap volt.[30]
- Miután az Ajax bejutott idén az EL-döntőbe és Matthijs de Ligt is játszott, így ő lett minden idők eddigi legfiatalabb játékosa aki pályára lépett valamelyik európai kupasorozat döntőjében. A védő 17 éves és 285 napos volt a döntő napján.[31]